# Samtgemeinde Steimbke
Die Samtgemeinde Steimbke liegt im Landkreis Nienburg/Weser am Ostrand der Kreisstadt Nienburg/Weser in Niedersachsen.

## Geografie
Die Samtgemeinde Steimbke liegt inmitten einer Heide-, Moor- und Waldlandschaft.

### Samtgemeindegliederung
Die Samtgemeinde setzt sich aus den vier Mitgliedsgemeinden
- Rodewald,
- Steimbke,
- Linsburg und
- Stöckse

sowie deren Ortsteilen zusammen.
Sitz der Samtgemeindeverwaltung ist Steimbke.

## Geschichte
Bis zum 31. Dezember 2004 gehörte die Samtgemeinde Steimbke zum ehemaligen Regierungsbezirk Hannover, der wie alle anderen niedersächsischen Regierungsbezirke aufgelöst wurde.

### Einwohnerentwicklung
| Jahr      | 1995  | 2000  | 2005  | 2006  | 2007  | 2008  | 2009  | 2010  | 2011  | 2023  |
| --------- | ----- | ----- | ----- | ----- | ----- | ----- | ----- | ----- | ----- | ----- |
| Einwohner | 7.378 | 7.607 | 7.668 | 7.882 | 7.503 | 7.407 | 7.406 | 7.381 | 7.314 | 7.412 |

## Politik

### Samtgemeinderat
Der Rat der Samtgemeinde Steimbke besteht aus 20 Ratsfrauen und Ratsherren. Dies ist die festgelegte Anzahl für eine Gemeinde mit einer Einwohnerzahl zwischen 7.001 und 8.000 Einwohnern. Die Ratsmitglieder werden durch eine Kommunalwahl für jeweils fünf Jahre gewählt. Die aktuelle Amtszeit begann am 1. November 2021 und endet am 31. Oktober 2026.
Stimmberechtigt im Rat der Samtgemeinde ist außerdem der hauptamtliche Samtgemeindebürgermeister Torsten Deede.
Die letzte Kommunalwahl am 12. September 2021 ergab das folgende Ergebnis:
| Partei                   | Stimmen | Sitze |
| ------------------------ | ------- | ----- |
| CDU                      | 36,46 % | 7     |
| WG Samtgemeinde Steimbke | 25,68 % | 5     |
| SPD                      | 17,45 % | 3     |
| GRÜNE                    | 8,93 %  | 2     |
| FDP                      | 2,67 %  | 1     |
| AfD                      | 3,49 %  | 1     |
| Einzelvorschlag Göbel    | 7,25 %  | 1     |

Die Wahlbeteiligung bei der Kommunalwahl 2021 betrug 67,43 %

### Samtgemeindebürgermeister
Bürgermeister der Samtgemeinde ist mit Wirkung vom 1. November 2021 Torsten Deede. Er wurde in der Stichwahl am 26. September 2021 mit 66,45 % zum neuen Samtgemeindebürgermeister gewählt.
Bisherige Amtsinhaber
- 2001–2014: Hans-Jürgen Hoffmann (parteilos)
- 2014–2021: Knut Hallmann (SPD)
- seit 2021: Torsten Deede (parteilos)